# 1049 Gotho
1049 Gotho è un asteroide della fascia principale del diametro medio di circa 50,69 km. Scoperto nel 1925, presenta un'orbita caratterizzata da un semiasse maggiore pari a 3,0971330 UA e da un'eccentricità di 0,1301207, inclinata di 15,07772° rispetto all'eclittica.
L'origine del suo nome è sconosciuta.

## Nella cultura popolare
L'asteroide ha ispirato il titolo di un brano degli Idles, incluso nell'album Brutalism.